# Ben Falcone
Benjamin Scott Falcone (25 de agosto de 1973) es un cineasta, comediante y actor estadounidense. Está casado con la actriz Melissa McCarthy, con quien tiene dos hijos. Tuvo papeles coprotagonistas en What to Expect When You're Expecting y Enough Said . También tuvo pequeños papeles en las películas Bridesmaids, Identity Thief, The Heat, Spy y Can You Ever Forgive Me?, protagonizadas por su esposa.
Falcone debutó como director en 2014 con Tammy, que coescribió con McCarthy, y también dirigió, coescribió y produjo The Boss, Life of the Party, Superintelligence y Thunder Force, todas protagonizadas por McCarthy.

## Vida personal
Falcone nació en Carbondale, Illinois, hijo de Peg y Steve Falcone. Es de ascendencia italiana, inglesa, alemana e irlandesa .
Falcone se casó con su novia de toda la vida, la actriz Melissa McCarthy, el 8 de octubre de 2005.

## Filmografía

### Películas
| Año  | Título                                      | Director | Guionista | Productor | Notas |
| ---- | ------------------------------------------- | -------- | --------- | --------- | ----- |
| 2014 | Tammy                                       | Sí       | Sí        | Executivo |       |
| 2016 | The Boss                                    | Sí       | Sí        | Sí        |       |
| 2018 | El alma de la fiesta                        | Sí       | Sí        | Sí        |       |
| 2018 | The Happytime Murders                       | No       | No        | Sí        |       |
| 2020 | Superintelligence                           | Sí       | No        | Sí        |       |
| 2021 | Thunder Force                               | Sí       | Sí        | Sí        |       |
| 2021 | Bob Ross: Happy Accidents, Betrayal & Greed | No       | No        | Sí        |       |

Como actor
- Cheaper by the Dozen 2 (2005) - Theater Patron
- Garfield: A Tail of Two Kitties (2006) - Turista en el castillo
- Smiley Face (2007) - Agente
- The Nines (2007) - Él mismo
- ¡Cocina! (2007) - Cameron Strang
- Bridesmaids (2011) - Air Marshal Jon
- What to Expect When You're Expecting (2012) - Gary Cooper
- Identity Thief (2013) - Tony
- The Heat (2013) - Blue-Collar Man
- Enough Said (2013) - Will
- Bad Words (2013) - Pete Fowler
- Tammy (2014) - Keith Morgan
- Spy (2015) - Turista estadounidense
- The Boss (2016) - Marty
- Office Christmas Party (2016) - Doctor
- CHiPs (2017) - Policía en bicicleta
- El alma de la fiesta (2018) - Dale, el conductor de Uber
- ¡Scooby Doo! y el fantasma gourmet (2018) - Evan (voz)
- The Happytime Murders (2018) - Donny
- Can You Ever Forgive Me? (2018) - Alan Schmidt
- Superintelligence (2020) - Agente Charles Kuiper[4]
- Thunder Force (2021) - Kenny
- Thor: Love and Thunder (2022)

### Televisión
Como actor
- 2002: Yes, Dear (1 episodio) Stalker, temporada 3, episodio 9
- 2003: Gilmore Girls (1 episodio) El abogado de Fran Temporada 3 Episodio 20
- 2004-2006: Joey (17 episodios)
- 2010: Bones (1 episodio) Temporada 5 Episodio 17
- 2011-2012: The Looney Tunes Show (Voz de Henery Hawk, 2 episodios)
- 2012: Don't Trust the B---- in Apartment 23
- 2012: Up All Night (1 episodio)
- 2012: Happy Endings (1 episodio)
- 2013: Go On (1 episodio)
- 2014-2015 – New Girl – Mike
- 2014: A to Z (6 episodios)
- 2017-18: Nadie (12 episodios)
- 2022: God's Favorite Idiot (16 episodios) - Clark Thompson